# Republika Krym

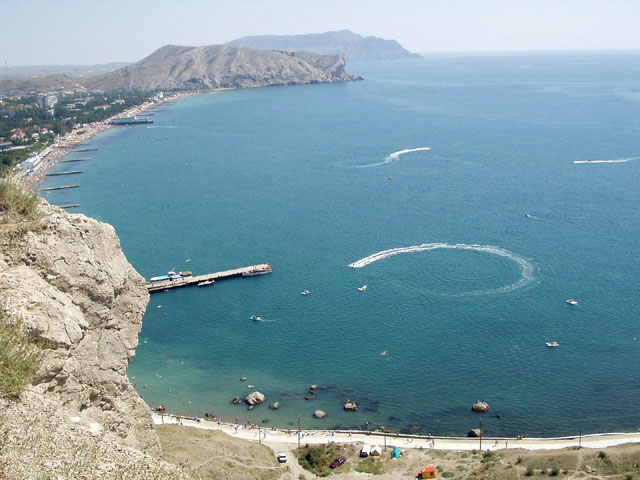
Zátoka u města Sudak

Republika Krym či Krymská republika (rusky Республика Крым; ukrajinsky Республіка Крим; krymskou tatarštinou Къырым Джумхуриети) je z pohledu mezinárodního práva sporná republika Ruské federace rozkládající se na větší části Krymského poloostrova, který si nárokuje Ukrajina jako Autonomní republiku Krym. Hlavním městem republiky je Simferopol. Zbytek poloostrova zabírá stejně sporné ruské federální město Sevastopol. Spolu s ním tvořila Republika Krym v přechodném období 2014-2016 Krymský federální okruh, v současnosti jsou oba subjekty součástí Jižního federálního okruhu.
Změny v dosavadní ukrajinské vládě a svržení prezidenta Viktora Janukovyče dne 22. února 2014 a nastoupení prozatímní Jaceňukovy vlády vedly k tomu, že Autonomní republika Krym nechtěla uznat novou ukrajinskou administrativu. Na Krymu se poté objevili ozbrojenci bez státních insignií s moderní vojenskou technikou a proruští ozbrojení separatisté, kteří obsadili orgány Autonomní republiky Krym a dosadili do nich nové proruské vedení. Ruský prezident posléze připustil, že (přinejmenším část z nich) byli příslušníci ozbrojených sil Ruské Federace. Rusko mělo na Krymu na základnách, pronajatých Ukrajinou v rámci mezistátní smlouvy, jejíž platnost byla v roce 2010 prodloužena až do roku 2042, také početné legálně přítomné jednotky vojenského námořnictva, letectva a pozemního vojska (v té době asi 11 000 mužů) - tato smlouva však neopravňovala Ruské vojáky na Krymu k akcím, které neoznačení ozbrojenci během převratu prováděli (např. k obsazení Nejvyšší rady republiky Krym).
Následně obsazená Krymská nejvyšší rada vyhlásila deklaraci nezávislosti a bez prodlení požádala o připojení k Ruské federaci. Přes kritiku většiny států světa následně na Krymu proběhlo - pod dohledem ozbrojenců - referendum o samostatnosti, o jeho platnosti, stejně jako o pravdivosti jeho výsledků, se ovšem vedou spory. To, že bylo zfalšované, tvrdí i Rada při úřadu prezidenta Ruské federace pro rozvoj občanské společnosti a lidských práv, oficiální orgán Ruské vlády. Podle kritiků také referendum nesplňovalo základní demokratické standardy, např. rovnost přístupu k informacím. Po provedení referenda parlament Autonomní republiky Krym a městská rada Sevastopolu vyhlásily nezávislý stát Republika Krym a dne 18. března 2014 byla tato území oficiálně přijata jako federální subjekty - Republika Krym a Federální město Sevastopol - do Ruské federace. Většina ostatních států však tuto anexi neuznává a považuje Krym nadále za součást Ukrajiny.
V průběhu historie byl Krym součástí Krymského chanátu a následně Ruského impéria, v něm byl Krym součástí gubernií, které ležely na území budoucí Ukrajiny. Po rozpadu Ruského impéria vznikly na území Ukrajiny a Krymu Ukrajinská lidová republika. Ta získala částečné mezinárodní uznání, její existenci uznalo i Rusko v rámci Brest-Litevského míru. Rusko po skončení první světové války Ukrajinskou lidovou republiku napadlo a během let 1919 - 1921 plně obsadilo. Na území Ukrajiny byla následně vytvořena Ukrajinská sovětská socialistická republika, která byla přinucena vstoupit do SSSR. Krym byl v roce 1921 anektován přímo Ruskou federací (v jejímž rámci byl taktéž členem SSSR) jakožto Krymská autonomní sovětská socialistická republika. V roce 1944 byla Krymu autonomie odňata a stal se správní oblastí Ruské Federace. V roce 1954 se Krym stal součástí Ukrajinské sovětské socialistické republiky. V roce 1991 byla obnovena autonomie Krymu a po vyhlášení Ukrajiny jako nezávislého státu zůstala tato krymská republika její součástí jako Autonomní republika Krym s poměrně rozsáhlými vnitrostátními pravomocemi.

## Historie
Během Krymské krize v roce 2014 obsadila Ruská armáda v neoznačených uniformách Krym a Sevastopol. Následně přijala Nejvyšší rada Autonomní republiky Krym a rada města Sevastopolu deklaraci nezávislosti. Tato deklarace výslovně zmiňovala precedent uznání nezávislosti Kosova - ač mnoho právníků upozorňuje na podstatné rozdíly v těchto případech. Následně 16. března proběhlo referendum o připojení k Rusku. Toto referendum ovšem odporovalo Ukrajinské Ústavě a tedy není z hlediska mezinárodního práva platné, jak vyplývá např. ze stanoviska Valného shromáždění OSN. Dle oficiálních výsledků referenda velká většina voličů připojení k Rusku schválila, o správnosti těchto výsledků však existují pochybnosti, to, že byly zfalšované tvrdí např. i poradní orgán Kremlu: Rada při úřadu prezidenta Ruské federace pro rozvoj občanské společnosti a lidských práv. Následně Krymský parlament 17. března vyhlásil nezávislý svrchovaný stát s názvem Republika Krym, který požádal o vstup do Ruské federace jako její nový subjekt. Krym by měl podle této deklarace do měsíce od vyhlášení přejít z ukrajinské hřivny na rubl a také do konce března přejít na moskevský čas. Ještě týž den ruský prezident Putin podepsal dekret uznávající Republiku Krym jako nezávislý a svrchovaný stát. V úterý 18. března pak podepsali Putin, krymský premiér Sergej Aksjonov, starosta Sevastopolu Alexej Čalyj a předseda krymského parlamentu Vladimir Konstantinov dohodu o připojení Krymu k Ruské federaci. Dohodu následujícího dne schválil ruský ústavní soud jako legální, hlasování o ratifikaci státní dumou proběhlo dne 20. března s pozitivním výsledkem. Prezident Putin poté 21. března anexi definitivně stvrdil svým podpisem.

## Památky a letoviska

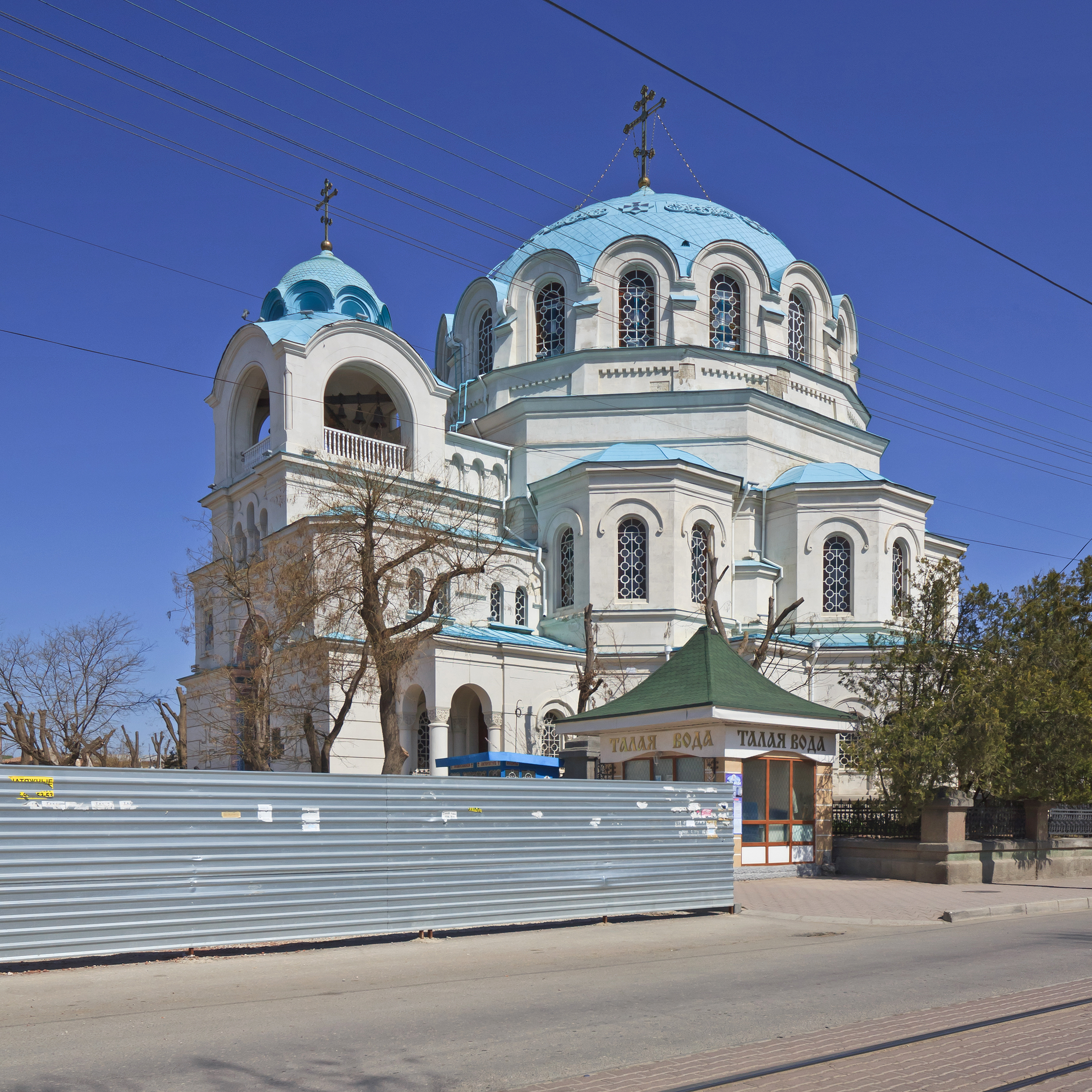
Pravoslavný chrám ve městě Jevpatorija

Díky své exotičnosti, příjemnému podnebí, panenské přírodě a množství kulturních památek mnoha epoch byl zejména jižní Krym už od 60. let 19. století hojně vyhledáván vyššími ruskými společenskými vrstvami, včetně carské rodiny. Za sovětské éry byl Krym vyhlášenou rekreační oblastí pro nejvyšší stranické a státní funkcionáře, stejně jako pro dělnické a pionýrské organizace. Mezi nejznámější turistická centra na pobřeží patřila a patří Jevpatorija, Jalta, Alupka, Alušta, Artěk, Gurzuf, Sudak a nejvýchodněji ležící Feodosija.
Obecně v jižním prostoru je umístěna převážná část krymských přírodních a kulturně-historických památek, jako např. archeologická naleziště z období antiky, byzantské pevnosti, jeskynní kláštery a města, tatarské vesnice, mešity a paláce (v Bachčisaraji Chánův palác s Fontánou slz, opěvovanou Puškinem).

## Obyvatelstvo
V krymské republice žijí přibližně 2 miliony obyvatel, z nich je okolo 58 % ruské národnosti, 24 % ukrajinské a 13 % krymskotatarské, převážně užívaným jazykem je ruština.[zdroj?] Toto národnostní složení se formovalo po genocidě Krymských Tatarů Sovětským svazem v 1944. Mezi méně početné menšiny patří například Řekové.

## Mezinárodní status

Státy, které uznaly výsledky Krymského referenda a příslušnost Krymu k Ruské federaci (2014)

Status Republiky Krym je sporný, jelikož Rusko a některé další státy uznaly výsledek Krymského referenda z roku 2014, vyhlášení nezávislosti Autonomní republiky Krym a její následné začlenění do Ruské federace, ovšem většina jiných členských států Organizace spojených národů (OSN) tyto akce neuznaly (stav 2014).
Dne 27. března 2014 Valné shromáždění OSN schválilo právně nezávaznou rezoluci o „Potvrzení ukrajinské územní celistvosti a označující ruskou anexi Krymu za nelegální“. Hlasování skončilo s výsledkem 100 členských států pro rezoluci, 11 proti ní, 58 států se zdrželo hlasování a 24 států při hlasování chybělo.
Dne 19. prosince 2017 projednávalo Valné shromáždění OSN rezoluci na téma “Situace lidských práv v Autonomní republice Krym a ve městě Sevastopol (Ukrajina)”, navrženou ukrajinskou delegací. Tato právně nezávazná rezoluce byla schválena hlasy 70 členských států proti 26 státům, přičemž 76 států se zdrželo hlasování. Proti rezoluci, která požaduje po Ruské federaci jako okupační mocnosti dodržování mezinárodních právních závazků ohledně lidských práv, hlasovaly mj. Čína, Indie a samotné Rusko.